# Codex Astensis
Le Codex Astensis, de son nom complet Codex Astensis qui de Malabayla communiter nuncupatur, appelé aussi Malabayla, est un collection médiévale de chroniques et de documents concernant la région d'Asti. Datant du XIVe siècle, il a été compilé en 1379, il décrit les événements liés à la commune médiévale de la ville italienne d'Asti de 1065 à 1353 apr. J.-C..

## Histoire
Le manuscrit a été découvert en février 1876 par Quintino Sella, alors ambassadeur d'Italie en Autriche, dans les archives de l'empereur François-Joseph. Lorsqu'on lui en a demandé une copie, le ministre autrichien des Affaires étrangères a officiellement remis le manuscrit à Sella, invoquant son importance historique.
À son retour en Italie, Sella a proposé sa publication à l'Accademia dei Lincei. Le codex a été publié en 1880. Quatre ans après la mort de Sella, ses héritiers ont fait don du Codex à la municipalité d'Asti en guise de cadeau.

## Origine
Le Codex Malabaila, est une copie du XIVe siècle d'un codex plus ancien : le Codex d'Alfieri, recueilli par Ogerio Alfieri à la fin du XIIIe siècle, aujourd'hui conservé en état fragmentaire à la Bibliothèque nationale de Turin.

## Contenu
L'ouvrage est illustré de 105 miniatures dont certaines sont attribuées à Giovannino de' Grassi.

## Exposition
Le codex a été montré au public lors d'une exposition au Palazzo Mazzetti (it) à Asti du 6 juin 2019 au 7 juillet 2019.